# 娄尔康
娄尔康（1910年9月—1991年），男，原籍浙江绍兴，生于江苏苏州，中华人民共和国电缆专家、政治人物，曾任辽宁省政协副主席，辽宁省人大常委会副主任，第二、三、四、五、六、七届全国人大代表。